# Выздрик, Назар Тарасович
Наза́р Тара́сович Вы́здрик (укр. Назар Тарасович Виздрик; род. 27 апреля 1996, Львов) — украинский футболист, защитник клуба «Нептунас»

## Биография
Воспитанник львовского футбола. В чемпионате ДЮФЛ Украины выступал за львовские СДЮШОР-4 (16 матчей, 3 гола) и «Карпаты» (35 игр, забил 2 гола). В 2013 году подписал с «Карпатами» профессиональный контракт, однако выступал преимущественно в юношеском (40 матчей, 3 гола) и молодёжном (65 матчей, 5 голов) первенствах. В составе команды дважды становился бронзовым призёром юношеского, и один раз — молодёжного чемпионатов Украины. Первый и единственный матч за основной состав «львовян» провёл 31 мая 2017 года, в завершающей игре высшей лиги 2016/17, на 75-й минуте домашнего матча против кропивницкой «Звезды» заменив Дмитрия Клёца. Затем провёл в «Карпатах» ещё один сезон, в составе взрослой команды на поле не появляясь, после чего покинул клуб.
В августе 2018 года стал игроком кропивницкой «Звезды» из первой лиги, а затем в течение года играл во второй лиге за «Ниву» (Винница).
В августе 2020 года вместе с группой украинских игроков перешёл в клуб первой лиги Эстонии «Пярну ЯК».

## Достижения
- Бронзовый призёр юношеского чемпионата Украины (2): 2013/14, 2014/15
- Бронзовый призёр молодёжного чемпионата Украины: 2016/17